# Oligomenthus argentinus
Oligomenthus argentinus es una especie de arácnido del orden Pseudoscorpionida de la familia Menthidae.

## Distribución geográfica
Se encuentra en Argentina.